# Dofleinia armata
Dofleinia armata is een zeeanemonensoort uit de familie Actiniidae.
Dofleinia armata is voor het eerst wetenschappelijk beschreven door Wassilieff in 1908.